# Goodrington Sands
Goodrington Sands är en strand i Storbritannien.   Den ligger i riksdelen England, i den södra delen av landet, 270 km sydväst om huvudstaden London.